# Encrinus
Encrinus is een geslacht van uitgestorven zeelelies die leefden tijdens het Laat-Siluur - Laat-Trias.

## Geschiedenis
Fossielen van Encrinus hadden verschillende namen in Duitsland voordat de moderne paleontologie werd opgericht. In Nedersaksen werden ze 'zonnewielen' genoemd, terwijl ze in Thüringen en Hessen 'Sint Bonifatiuspenningen' werden genoemd. In zuidwest-Duitsland werden ze 'heksengeld') genoemd. Het dier werd voor het eerst op correcte wijze gereconstrueerd in 1729, hoewel verschillende delen van het dier al eerder waren beschreven.
Encrinus werd in 1764 beschreven door Johann Gerhard Reinhard Andreae. Het werd in 2002 door Jack Sepkoski ingedeeld in de orde Encrinida.

## Beschrijving
Encrinus had een grote beker- of kroonachtige structuur aan de bovenkant van zijn lichaam, die werd beschreven als lijkend op een 'ongeopende tulp'. Deze 'beker' kon tussen de 3,8 centimeter en 5,7 centimeter lang zijn. De structuur vertoonde vijfvoudige symmetrie en had een licht holle basis. Hij droeg tien armen (hoewel bij sommige soorten, zoals Encrinus carnallis, 20), die op hun beurt veel kleine takjes (pinnules) droegen. Wanneer ze geopend waren, vormden de armen en vinpinnen een soort 'voedingswaaier', die gebruikt werd om prooien zoals plankton te vangen. Microscopische interpinnulaire kanalen suggereren dat Encrinus een actieve filteraar kan zijn geweest, die zijn eigen stromingen creëerde door zijn trilharen te bewegen. Het is bekend dat de armen tijdens het leven goed konden sluiten (de meeste fossielen van Encrinus zijn in deze positie gevonden), maar het is moeilijk in te schatten onder welke hoek ze open konden gaan. Het is mogelijk dat de exemplaren die het wijdst open staan de normale openingshoek bij leven laten zien. Een tegmen (kleine leerachtige koepel) bedekte de mond en de kop. Alle voedseldeeltjes die het dier ving, werden langs de armen en onder het tegmen doorgegeven via groeven, die uiteindelijk naar cilia leidden, die op hun beurt naar de mond leidden. Van bovenaf gezien was de steel cirkelvormig. Grote en kleine gehoorbeentjes bedekten de steel, waardoor een patroon ontstond van frequente kleine gehoorbeentjes ingeklemd tussen de grote. De steel had geen cirri en werd mogelijk op zijn plaats gehouden door een soort wortels. Het afbreken van de steel tijdens het leven van het dier kwam vaak voor en het overleefde vaak lang genoeg om een nieuw uiteinde te vormen op zijn ingekorte steel. Encrinus leefde tijdens het Midden-Trias en is de laatst bekende van zijn groep crinoïden, omdat de meeste andere uitstierven tijdens het Perm-Trias uitstervingsproces.

## Leefwijze
Deze vrijlevende dieren bewoonden ondiepe zeeën. De armen konden worden gespreid als een soort vangnet voor planktonische organismen, die dienden als voedsel, dat door groeven naar de mond werd gevoerd. Bij tekenen van gevaar konden de armen worden dichtgeklapt.